# Гръцка музика
Историята на музикалното изкуство има дълбоки корени в Гърция. Музиката се базира на принципа на хармонията такава, каквато е била развита за първи път в питагоровите теории, които по тази причина се смятат за основа на последващото развитие на европейската музика.
Музиката като изкуство и културен елемент заема основно място в обществото на древна Гърция. Древните гърци са смятали музиката (свързвали я с Музите, божества на изкуството) за неразделно свързана с обучението и развитието на всеки човек – музиката развива духа, както физическото възпитание – тялото. Музиката не е била само един вид изкуство за самоизява, а основен камък при обучението, неразделно свързан с философията и добродетелите. Именно с това се обяснява и факта, че за добър музикант в Древна Гърция е считан не онзи, който е бил виртуоз при изпълнението на един инструмент, а онзи, който чрез музиката е можел да пресъздаде красотата, добродетелите и моралните ценности, които носи в себе си.
Доказателство за голямото значение на музиката в древността е използването ѝ във всички обществени дейности. В свещеното прорицалище Делфи е имало храм, посветен на Аполон, бог на музиката, където в древността са се провеждали общогръцки състезания по музика. Музиката заедно с другите изкуства – танц, театралното майсторство и поезията – е била неразделна част от гръцката драма.
През Средновековието гръцката музика се развива в рамките на византийските музикални традиции. След падането на Константинопол и унищожаването на Византия, традициите на средновековната гръцка музика са съхранени само в черковната музика.
По-късно, през 17 – 18 век, се развива личностно ориентираната народна музика, възпяваща най-вече хайдутите, като борци срещу османската власт.
След освобождението (1830 г.) и обявяването на независимостта на Гърция започва развитието на инструменталната музика. През 1865 г. Нико̀лаос Мандза̀рос написва музика къл поемата на Дионѝсиос Соломо̀с „Химн за прослава на свободата“, който става национален химн на страната. В последната четвърт на 19 и в началото на 20 век повечето гръцки музикални творци насочват усилията си към гръцкото народно творчество. На базата на народната песен е създаден нов за Гърция музикален жанр – идиличната музикална комедия. Основни представители на жанра са Коромила̀с и Ко̀кос.
Десетилетието 1920 – 30 г. е белязано от появата на композитори, диригенти и музикални критици, завършили национални музикални училища (Скалко̀тас, Незерѝтис, Евангела̀тос и др.), които творят в областта на класическата музика.
В областта на популярната музика след трийсетте години в Гърция се появява твърде специфичният музикален стил, познат като ребетика, който и до днес остава един от най-популярните видове за сред любителите на музика в страната. Също така, в следващите десетилетия Гърция се проявява като особено отворена към европейски и други стилове (rock, jazz, latin, electronica), които е наситила с гръцки елементи, печелейки много награди и извън границите на страната.
Гръцката музика, която е на мода днес, се характеризира като смес от източни и европейски ритми. Комерсиализирането на средствата за комуникация и особено на радиото е допринесло и за комерсиализирането на музиката. Бузукито, творение на Василис Цицанис, което оневини в буржоазното съзнание Манолис Хиотис, продължава да бие в сърцето на гърка, но вече се забелязват опити за оползотворяне на традицията с влияние от Изтока (напр. групата на Рос Дейли, която през седемдесетте изпълняваше ролята на училище за избрани музиканти, прокарвайки пътища за звуци, които спомогнаха за смесването на традиционната музика с източните мелодии, „Силите на Егея“, които преработваха някои народни песни, така наречената „Солунска школа“, чиито представители използват ут, както и други източни инструменти).
Гръцкият рок експериментира, заплашва и понякога разбива „отживелите“ ни представи за рок-звука. Групите, за които се смята, че са допринесли най-много за развитието през деветдесетте години са „Трипес“, „Ксилина спатя“ и „Стерео нова“. Днес гръцката рок-сцена е в период на разцвет, с много добри групи като „Анемос“, „Closer“, „Earthbound“, „Диафана крина“, „Енделехия“, „Пикс Лакс“, Теодосия Цацу, Манолис Фамелос.
Групите от low bap сцената се появиха през последните десет години в България, с основен център „Active member“. Става дума предимно за групи, които са част от компанията от квартала Пѐрама, които черпят опит от културата на американския рап и според мнозина изнасят на плещите си превъплъщението на социалното отрицание („подкрепям с начина си на живот, това което пея в песните си“) и организират Low Bap фестивали и събития.
Гръцката джаз сцена може също да се похвали с добри изпълнители, инструменталисти и цели групи, като Маркос Алексиу, Макис Аблянитис, Милтиадис Папастаму, Йоргос Полихронакос, както и групата „Mode Plagal“. Имена на гръцката поп музика като Манто; Алексия, „Хахакес“, Сакис Рувас, Ана Виси и Марина Скядареси бележат голям успех предимно сред младата аудитория в страната.
Гръцката електронна музика (електроника, джаз) е представена от групи като пионерите за гръцките стандарти „Стерео Нова“, „Mikro“, „Oberon“, но и от множество диджеи, които експериментират с най-новите видове и често въвеждат гръцката публика в най-авангардните прояви на електронната музика.
Гръцката музика като цяла се характеризира от една специфична динамика, тя е еклектична, комерсиална, но и достатъчно качествена, традиционна (с много внедрени етник елементи), „съпротивителна“ (с очевидни влияния от политическата песен от шейсетте и седемдесетте), диалогизира с електронната музика, кара предизвикателно публиката си да се тълпи на рок и денс фестивали, танцува чифтедели и зейбекика; позволява на творците си да разчупят наложените музикални форми и смесва традицонното с модерното, изтъквайки многобройните проявления на звука, който успява да диша дори и под тежестта на аритметиката на проджбите.
В Гърция съществуват концертни зали и различни музикални организации, които упражняват решителна роля в развитието на гръцката музика, но и в контактите на гръцката публика с най-големите творци от световната музикална сцена. Функционират също така голям брой консерватории (98 държавни и 450 частни консерватории), които се ръководят от духа на постоянно усъвършенстване на музикалното образование в страната.